# Amalda
Amalda là một chi ốc biển kích thước trung bình-nhỏ, là động vật thân mềm chân bụng sống ở biển trong họ Olividae, ốc ôliu.

## Các loài
Các loài trong chi Amalda gồm có:

- Amalda abyssicola Schepman, 1911
- Amalda acuta Ninomiya, 1991
- Amalda albanyensis Ninomiya, 1987
- Amalda albicallosa (Lischke, 1873)
- Amalda allaryi Bozetti, 2007
- Amalda angustata (G.B. Sowerby II, 1859)
- Amalda aureocallosa Shikama & Oishi, 1977
- Amalda aureomarginata Kilburn & Bouchet, 1988
- Amalda aureus Ninomiya, 1990
- Amalda australis (Sowerby, 1830)
- Amalda bathamae (Dell, 1956)
- Amalda beachportensis (Verco, 1909)
- Amalda bellonarum Kilburn & Bouchet, 1988
- Amalda benthicola (Dell, 1956)
- Amalda booleyi (Melvill & Sykes, 1896)
- Amalda borshengi Lan & Lee, 2002
- Amalda bullioides (Reeve, 1864)
- Amalda bullosa Ninomiya, 1991
- Amalda coccinata Kilburn, 1980
- Amalda coenobium Ninomiya, 1991
- Amalda colemani Ninomiya, 1991
- Amalda concinna Ninomiya, 1990
- Amalda contusa (Reeve, 1864)
- Amalda coriolis Kilburn & Bouchet, 1988
- Amalda crosnieri Kilburn, 1993
- Amalda cupedula Kilburn, 1993
- Amalda danilai Kilburn, 1996
- Amalda depressa (G.B. Sowerby II, 1859)
- Amalda dimidiata(G.B. Sowerby II, 1859)
- Amalda dyspetes (Iredale, 1924)
- Amalda edgariana Schepman, 1911
- Amalda edithae (Pritchard & Gabriel, 1898)
- Amalda fasciata Ninomiya, 1990
- Amalda festiva Ninomiya, 1991
- Amalda fuscolingua Kilburn & Bouchet, 1988
- Amalda fusiformis (Petterdi, 1886)
- Amalda hilgendorfi (Martens, 1897)
- Amalda hinomotoensis (Yokoyama, 1922)
- Amalda jenneri Kilburn, 1977
- Amalda josecarlosi Pastorino, 2003
- Amalda lactea T. Kuroda, 1960
- Amalda lanceolata Ninomiya, 1991
- Amalda lematrei Kilburn, 1993
- Amalda lindae Kilburn, 1993
- Amalda lineata (Kiener, 1844)
- Amalda lochii Ninomiya, 1990
- Amalda mamillata (Hinds, 1844)
- Amalda marginata (Lamarck, 1811)
- Amalda maritzae Bozzetti, 2007
- Amalda monilifera (Reeve, 1864)
- Amalda montrouzieri (Souverby, 1860)
- Amalda mucronata (Sowerby, 1830)
- Amalda nitidanosum Ninomiya, 1991
- Amalda northlandica (Hart, 1995)
- Amalda novaezelandiae (Sowerby, 1859)
- Amalda obesa (G.B. Sowerby II, 1859)
- Amalda oblonga (Sowerby, 1830)
- Amalda obtusa (Swainson, 1825)
- Amalda optima (G.B. Sowerby III, 1897)
- Amalda otohime Majima, Tsuchida & Oshima, 1993
- Amalda pacei Petuch, 1987
- Amalda parentalis Shikama & Oishi, 1977
- Amalda petterdi (Tate, 1893)
- Amalda pinguis Ninomiya, 1991
- Amalda ponderi Ninomiya, 1991
- Amalda procerum Ninomiya, 1991
- Amalda pullarium Ninomiya, 1991
- Amalda raoulensis Powell, 1967
- Amalda reevei (E.A. Smith, 1904)
- Amalda roscoae Kilburn, 1975
- Amalda rottnestensis Ninomiya, 1991
- Amalda rubiginosa (Swainson, 1823)
- Amalda rubrofasciata Ninomiya, 1991
- Amalda scopuloceti Kilburn, 1993
- Amalda siberutensis Thiele, 1925
- Amalda sibuetae Kantor & Bouchet, 1999
- Amalda sidneyensis Ninomiya, 1991
- Amalda similis (G.B. Sowerby II, 1859)
- Amalda sinensis (G.B. Sowerby II, 1859)
- Amalda southlandica (Fleming, 1948)
- Amalda tankervillei (Swainson, 1825)
- Amalda telaaraneae Kilburn, 1993
- Amalda tenuis Ninomiya, 1991
- Amalda tindalli (Melvill, 1898)
- Amalda trachyzonus Kilburn, 1975
- Amalda trippneri Kilburn, 1996
- Amalda turgida Ninomiya, 1990
- Amalda utopica Ninomiya, 1987
- Amalda venezuela Weisbord, 1962
- Amalda vernedei (G.B. Sowerby II, 1859)
- Amalda virgeneus Ninomiya, 1990
- Amalda whatmoughi Kilburn, 1993

Các loài được đưa vào đồng nghĩa
- Amalda ampla (Gmelin, 1791): đồng nghĩa của Ancilla ampla (Gmelin, 1791)
- Amalda callifera Thiele, 1925: đồng nghĩa của Amalda reevei (E.A. Smith, 1904)
- Amalda elongata (Gray, 1874): đồng nghĩa của Ancillista muscae (Pilsbry, 1926)
- Amalda errorum Tomlin, 1921: đồng nghĩa của Amalda angustata (G.B. Sowerby II, 1859)
- Amalda hayashi Ninomiya, 1988: đồng nghĩa của Amalda rubiginosa (Swainson, 1823)
- Amalda zeigleri Ninomiya, 1987: đồng nghĩa của Amalda pacei Petuch, 1987

## Hình ảnh

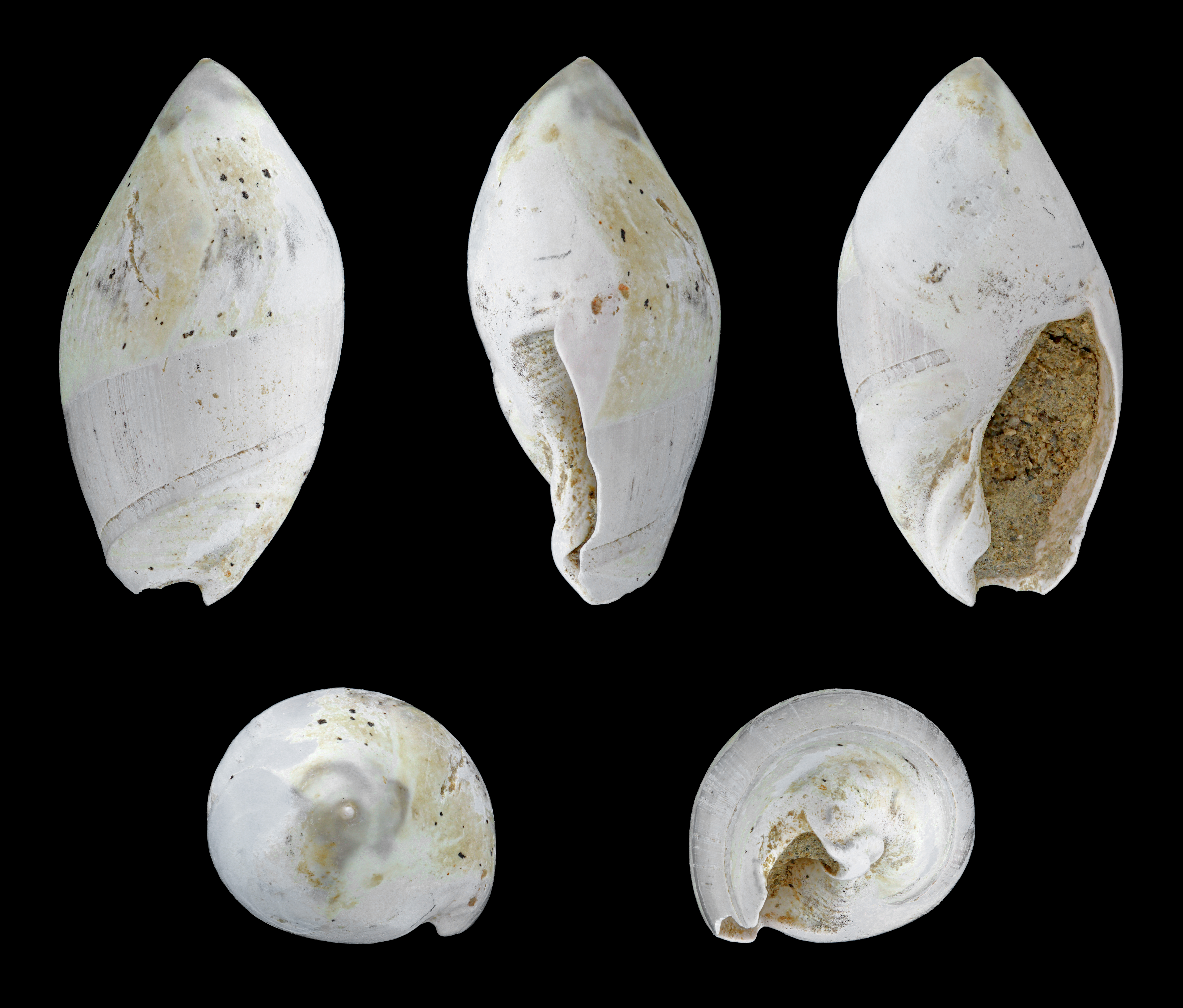